# MAX!乙女心/Happy GO Lucky!〜ハピ☆ラキでゴー!〜
「MAX!乙女心/Happy GO Lucky!〜ハピ☆ラキでゴー!〜」（マックス!おとめごころ/ハッピー・ゴー・ラッキー!〜ハピ☆ラキでゴー!〜）は、SUPER☆GiRLSの2枚目のシングル。2011年6月15日にiDOL Streetから発売された。

## 概要
ジャケットA、B、C、D（イベント会場・セブンネットショッピング限定盤）、mu-moショップ限定盤（12形態）の計16形態で発売され、発売初日の6月14日付オリコンシングルデイリーチャートでは4位を獲得した。
「MAX!乙女心」は、2011年4月24日に開催された『1st Single「がんばって 青春」リリース×アリオ上田オープン記念×2nd Single「MAX!乙女心/Happy GO Lucky!〜ハピ☆ラキでゴー!〜」初披露イベント』でお披露目された。また、新人賞を受賞した『第53回日本レコード大賞』のステージで披露されたのも「MAX!乙女心」である。当日着用した衣装は、レコード大賞の為に用意された「超絶スペシャルバージョン」であった。
「Happy GO Lucky!〜ハピ☆ラキでゴー!〜」は、稼農曰く元気でポジティブな楽曲で、テレビアニメ「プリティーリズム・オーロラドリーム」のエンディングテーマとして使用された。
2013年7月20日に開催された「SUPER☆GiRLS リクエストLiVE 2013」では「MAX!乙女心」が1位に選ばれた。

## 収録曲

### ジャケットA
1. MAX!乙女心 [4:34]
作詞：BOUNCEBACK、作曲：松田純一、編曲：鈴木Daichi秀行
2. Happy GO Lucky!〜ハピ☆ラキでゴー!〜 [4:04]
作詞：池畑伸人、作曲・編曲：長岡成貢

DVD
1. MAX!乙女心（MUSIC VIDEO）
2. MAX!乙女心 メンバー個別CM集（全12ver.）
3. Happy GO Lucky!〜ハピ☆ラキでゴ→!〜（プリティーリズム・オーロラドリーム エンディング SUPER☆GiRLSパート）

### ジャケットB
1. MAX!乙女心
2. Happy GO Lucky!〜ハピ☆ラキでゴー!〜
3. オリジナルCDドラマ SUPER☆GiRLS 超絶学園 スクールデイズコレクション 夏 誰がアイドル!? [15:35]

### ジャケットC
1. MAX!乙女心
2. Happy GO Lucky!〜ハピ☆ラキでゴー!〜
3. MAX!乙女心（Instrumental）
4. Happy GO Lucky!〜ハピ☆ラキでゴー!〜（Instrumental）

### ジャケットD
1. MAX!乙女心
2. Happy GO Lucky!〜ハピ☆ラキでゴー!〜
3. キラ・ピュア・POWER!〜Cheer Up!ver.〜

## イベント
| 日程           | 公演名 | 会場 | 備考                                                                       |
| -------------- | --- | --- | -------------------------------------------------------------------------- |
| 2011年 4月24日 | 1st Single「がんばって 青春」リリース×アリオ上田オープン記念×2nd Single「MAX!乙女心/Happy GO Lucky!〜ハピ☆ラキでゴー!〜」初披露イベント | アリオ上田 | ミニライブ・グループ別握手会                                               |
| 4月29日        | イトーヨーカドー presents「SUPER☆GiRLS〜水着と浴衣で夏どっきゅん"MAX!乙女心"〜」                                                        | イトーヨーカドー新浦安 | ミニライブ・グループ別握手会                                               |
| 5月3日         | イトーヨーカドー presents「SUPER☆GiRLS〜水着と浴衣で夏どっきゅん"MAX!乙女心"〜」                                                        | アリオ川口 | ミニライブ・グループ別握手会                                               |
| 5月4日         | イトーヨーカドー presents「SUPER☆GiRLS〜水着と浴衣で夏どっきゅん"MAX!乙女心"〜」                                                        | イトーヨーカドー木場 | ミニライブ・グループ別握手会                                               |
| 5月5日         | イトーヨーカドー presents「SUPER☆GiRLS〜水着と浴衣で夏どっきゅん"MAX!乙女心"〜」                                                        | イトーヨーカドー葛西 | ミニライブ・グループ別握手会                                               |
| 5月7日         | イトーヨーカドー presents「SUPER☆GiRLS〜水着と浴衣で夏どっきゅん"MAX!乙女心"〜」                                                        | アリオ橋本 | ミニライブ・グループ別握手会                                               |
| 5月8日         | イトーヨーカドー presents「SUPER☆GiRLS〜水着と浴衣で夏どっきゅん"MAX!乙女心"〜」                                                        | アリオ亀有 | ミニライブ・グループ別握手会                                               |
| 6月15日        | 発売記念「感謝のキモチを込めて、お店にお邪魔します!!」                                                                                  | ソフマップ秋葉原音楽CD館 タワーレコード新宿 アニメイト秋葉原                                                               | グループ別握手会                                                           |
| 6月16日        | 発売記念「感謝のキモチを込めて、お店にお邪魔します!!」                                                                                  | タワーレコード渋谷 SHIBUYA TSUTAYA HMVラゾーナ川崎 TSUTAYA EBISUBASHI タワーレコード名古屋近鉄パッセ HMV札幌ステラプレイス | グループ別握手会                                                           |
| 6月18日        | リリース記念イベント | イトーヨーカドー葛西 | ミニライブ・グループ別握手会                                               |
| 6月19日        | リリース記念イベント | イトーヨーカドー木場 | ミニライブ・グループ別握手会                                               |
| 6月25日・ 26日 | 発売記念握手会イベント「水着と浴衣で夏どっきゅん"MAX!乙女心"」                                                                          | avex本社 | グループ別握手会2部制・スタンプカード特典サイン&2ショットチェキ撮影会2部制 |